# Merja Rantanenová
Merja Rantanenová (* 5. prosinec 1980, Jämsänkoski) je finská reprezentantka v orientačním běhu. Jejím největšími úspěchy jsou 3 zlaté medaile ze štafet na Mistrovství světa v roce 2008, 2010 a 2011. V současnosti běhá za finský klub Jämsän Retki Veikot.

## Sportovní kariéra
| Přehled úspěchů na Mistrovství světa | Přehled úspěchů na Mistrovství světa | Přehled úspěchů na Mistrovství světa | Přehled úspěchů na Mistrovství světa | Přehled úspěchů na Mistrovství světa |
| Mistrovství světa                    | Sprint                               | Middle                               | Long                                 | Štafety                              |
| ------------------------------------ | ------------------------------------ | ------------------------------------ | ------------------------------------ | ------------------------------------ |
| Olomouc 2008                         | X                                    | 6. místo                             | 15. místo                            | 1. místo                             |
| Miskolc 2009                         | X                                    | 5. místo                             | 24. místo                            | 3. místo                             |
| Trondheim 2010                       | X                                    | 14. místo                            | 20. místo                            | 1. místo                             |
| Savojsko 2011                        | X                                    | 8. místo                             | 8. místo                             | 1. místo                             |
| Lausanne 2012                        | X                                    | 8. místo                             | 7. místo                             | 5. místo                             |

| Přehled úspěchů na Mistrovství Evropy | Přehled úspěchů na Mistrovství Evropy | Přehled úspěchů na Mistrovství Evropy | Přehled úspěchů na Mistrovství Evropy | Přehled úspěchů na Mistrovství Evropy |
| Mistrovství Evropy                    | Sprint                                | Middle                                | Long                                  | Štafety                               |
| ------------------------------------- | ------------------------------------- | ------------------------------------- | ------------------------------------- | ------------------------------------- |
| Otepää 2006                           | X                                     | X                                     | 33. místo                             | X                                     |
| Ventspils 2008                        | 5. místo                              | 2. místo                              | 6. místo                              | 3. místo                              |
| Primorsko 2010                        | 18. místo                             | 8. místo                              | 30. místo                             | 2. místo                              |
| Falun 2012                            | X                                     | 7. místo                              | 9. místo                              | 2. místo                              |